# Deadman
Deadman – japoński zespół muzyczny z nurtu nagoya kei. Grupę założył w 2000 roku japoński muzyk Mako. Styl zespołu to liryczne i melancholijne tematy związane z nagoya kei (odmianą visual kei) oraz brzmienia rocka alternatywnego. Z nieznanych powodów grupa została rozwiązana w 2007.
Inspiracją dla zespołu był amerykański industrial metal oraz twórczość Marilyna Mansona. Mako jako dziecko słuchał muzyki, jaką prezentowali Marilyn Manson i rockowy zespół Mötley Crüe.
Muzyka zespołu często czerpie z hardcore punka oraz street punka, a duża liczba piosenek składa się z kilku części, co jest nawiązaniem do form z muzyki poważnej.
Teksty z piosenek zespołu poruszają tematykę religijną (głównie chrześcijaństwa) oraz związane są z historiami znanymi z dzieł literackich lub opowieści ludowych (jak np. Doktor Jekyll i pan Hyde czy Kwiaty zła).

## Skład zespołu
- Mako (眞呼)
- aie
- Kazuya
- Toki

## Dyskografia
- Subliminal Effect (2001)
- In Media (2001)
- Site of Scaffold (2001)
- Jekyll and Hyde in an/the Early Afternoon (2002)
- The Intolerable Existence In Suffering (2002)
- No Alternative (2003)
- 701125 (2004)
- ℃ (2004)
- When The Saints Go Marching In (2005)
- 701125+2 (2005)
- In The Direction of Sunrise and Night Light (2005)
- Endroll (2007)
- Buried Alive By Words – singel wydany po likwidacji zespołu (2008)